# Eric Idle
Eric Idle, angleški komik, igralec, scenarist, pisec in glasbenik, * 29. marec 1943, South Shields, Durham Anglija, Združeno kraljestvo.
Najbolj je znan kot član skupine Monty Python, bil je član parodične rock skupine The Rutles in je avtor muzikala Spamalot. Za serijo in filme Monty Python je napisal več pesmi, tudi Always Look on the Bright Side of Life za zaključni prizor filma Brianovo življenje, Galaxy Song za film Monty Python: Smisel življenja ter The Philosophers' Song in Eric the Half-a-Bee za serijo Leteči cirkus Montyja Pythona. Po njem so poimenovali asteroid 9620 Ericidle, leta 2005 je bil izbran na 21. mesto v izboru petdesetih najboljših komikov s strani komikov.